# Apiciopsis angusta
Apiciopsis angusta là một loài bướm đêm trong họ Geometridae.